# 栖霞寺1937
《栖霞寺1937》是一部反映第二次世界大战期间，日军占领南京后，栖霞寺收留两万名难民的电影。该电影编剧是栖霞寺监院传真法师。这是中国大陆第一部正面描写当代佛教界人士爱国爱教的影片。2005年8月，《栖霞寺1937》在南京首映。

## 演员表
- 濮存昕（被顶替）
- 范文芳（被顶替）
- Ismael Amodeo
- 王凯
- 丁梦雨
- 陈友旺
- 张新华

## 引用

### 网页
1. 栖霞寺1937官方网站
2. 第八届上海电影节·栖霞寺1937
3. 豆瓣电影上《栖霞寺1937》的資料 （简体中文）